# Копринената буба
„Копринената буба“ (на английски: The Silkworm) е детективски роман от 2014 г., написан от Джоан Роулинг и публикуван под псевдонима Робърт Галбрейт. Това е вторият роман от поредицата детективски романи за Корморан Страйк.
В България романът е издаден на 27 октомври 2014 г. от издателство „Колибри“ в превод на Надя Баева.

## Сюжет
Когато писателят Оуен Куайн изчезва, съпругата му се обажда на частния детектив Корморан Страйк. Първоначално госпожа Куайн просто си мисли, че съпругът ѝ го няма от няколко дни – както е правил и преди – и тя иска Страйк да го намери, за да може да го върне у дома. Но в хода на разследването на Страйк става по-ясно, че има повече мистерии около изчезването на Куайн, отколкото жена му осъзнава.
Писателят току-що е завършил ръкопис, който прелива от отблъскващи портрети на негови познати. Ако романът някога бъде публикуван, това ще съсипе живота на няколко души, което означава, че ще има много хора, които биха искали да го накарат да млъкне. Когато Куайн е намерен брутално убит при мистериозни обстоятелства, Страйк започва надпревара с времето, за да разбере мотивацията на един безмилостен убиец, различен от всеки друг, с когото детективът се е сблъсквал досега.